# 안동 문씨
안동 문씨(安東 文氏)는 경상북도 안동시를 본관으로 하는 한국의 성씨이다.
시조는 문상빈(文尙彬)은 본래 남평 문씨 사람으로 조선에서 중화군수(中和郡守) 등을 지냈다.

## 참고 자료
- “안동문씨(安東文氏)”. 뿌리를 찾아서.[깨진 링크(과거 내용 찾기)]